# Érichthonios (Athènes)
Pour les articles homonymes, voir Érichthonios.
Dans la mythologie grecque, Érichthonios (en grec ancien Ἐριχθόνιος / Erikhthónios) est le quatrième roi légendaire d'Athènes.

## Mythe
Les textes sont souvent confus à son égard, mélangeant son mythe à celui de son petit-fils, Érechthée. Il est probable qu'il s'agisse d'un seul personnage ensuite dédoublé ou, de manière moins plausible, que les deux aient été confondus par la suite. Il est le fils de Gaïa et Héphaïstos.
Selon Homère, Érichthonios est le fils de Gaïa seule (la Terre),. Dans une autre version, épris d'Athéna, Héphaïstos tente de la posséder alors que celle-ci se refuse à toute union. Au moment où il la tient presque, celle-ci réussit à s'échapper mais le dieu éjacule sur l'une des cuisses de la déesse (ou directement à terre) qui l'essuie avec un tissu de laine qu'elle jette à terre. La Terre, Gaïa, ainsi fécondée donne naissance à Érichthonios, nom qui explique les circonstances de sa naissance — ἔριον / érion, laine, et χθών / khthốn, la terre. Ce fils d'Héphaïstos est probablement originellement un « feu fondateur ».
Gaïa confie l'enfant à Athéna qui le recueille et l'élève, une légende qui permet d'affilier les Athéniens à Athéna, sans qu'elle perde son précieux statut de déesse vierge. Selon d'autres auteurs, Érichthonios est un autochtone, c'est-à-dire un enfant spontané de la Terre. L'enfant a pour particularité d'être mi-homme mi-serpent, tout comme Cécrops. Selon Hygin, Athéna remet ensuite l'enfant, enfermé dans un coffre, aux filles de Cécrops : Pandrose, Aglaure et Hersé, tout en leur défendant formellement de l'ouvrir. L'ordre est respecté par Pandrose, mais pas par Aglaure et Hersé et les jeunes filles, terrorisées à la vue de l'enfant, se jettent du haut de l'Acropole. Selon Ovide, Pandrose est elle aussi coupable car elle jette un œil dans la boîte sur l'insistance de sa sœur Aglaure. Euripide relate aussi le mythe. Cet événement donne lieu à une fête en l'honneur d'Athéna et Aphrodite, la nuit du solstice d'été, l’Arrephoria.
Érichthonios prend possession du trône d'Athènes, et établit plusieurs cultes importants : 
- les Panathénées, fête en l’honneur de sa mère putative ;
- le temple d’Athéna où il installe le premier xoanon représentant la déesse ;
- le culte à Gaïa Kourotrophe ;
- il crée aussi la canéphorie et la thallophore.

On lui attribue aussi l'invention du char à quatre roues, du jeu de l’apobate. C’est sur le char qu’il a inventé que Zeus l'enlève ensuite au ciel pour en faire la constellation du Cocher. Il épouse Praxithée, une naïade. Elle lui donne un fils, Pandion, qui lui succède sur le trône.

## Culte

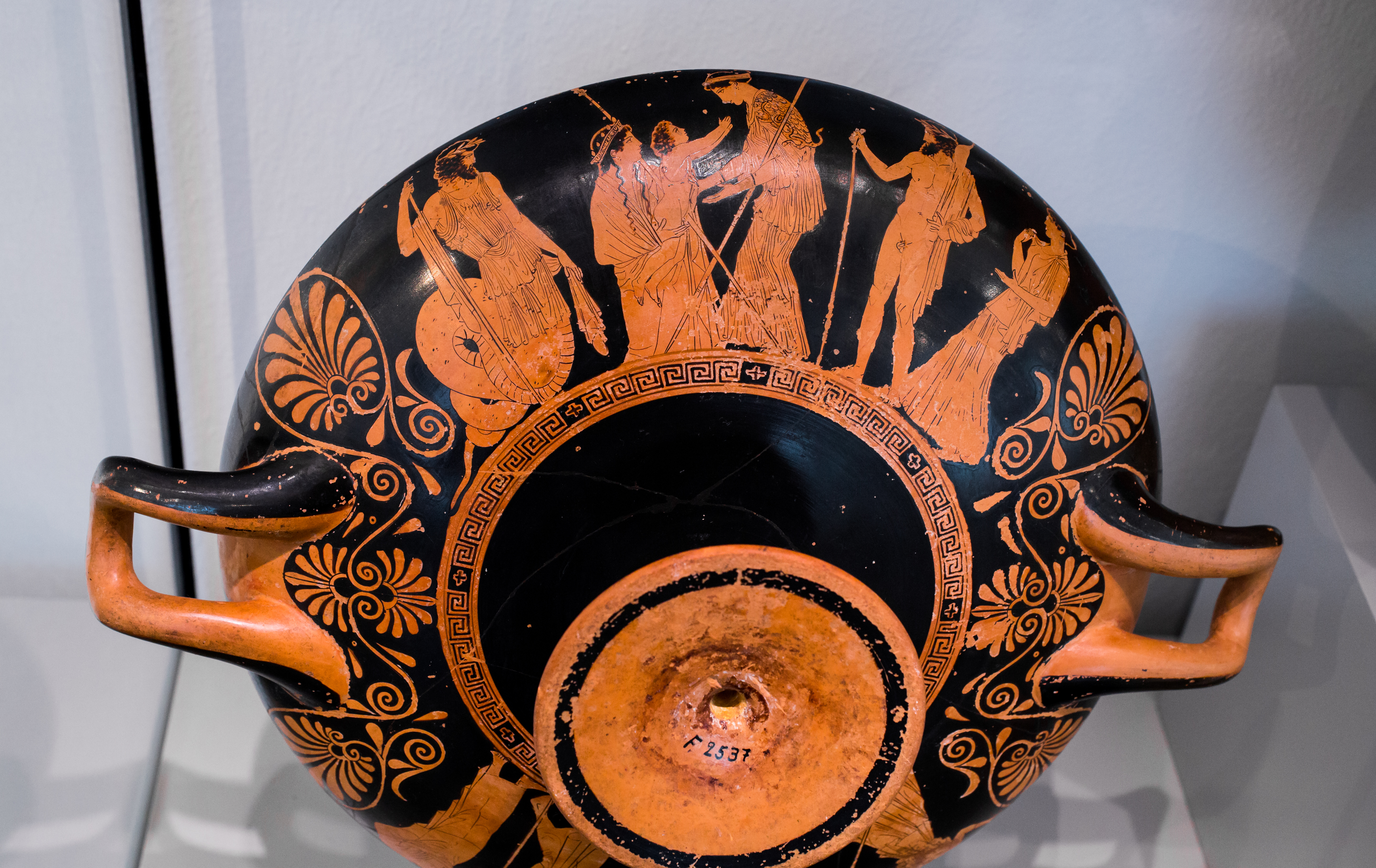
Coupe attique à figures rouges (kylix). Personnages représentés : Kekrops, Gaia / Ge, sortant de terre, donne le bébé Érichthonios à Athéna, Héphaistos, Herse, Athènes - Peintre de Codros, env. 440-435 av. J.-C. - Trouvé à Tarquinia - Altes Museum Berlin.

### Érechthéion
Érichthonios fait l'objet d'un culte héroïque à Athènes. Immédiatement à l'est du Pandroséion se trouvait l'Érechthéion, le sanctuaire dédié à Érechthonios. C'était un parvis en forme de quadrilatère à l'air libre. L'objet principal de l'Érechthéion était un olivier dédié à Athéna. Dans son ombre, un autel est dédié à Zeus Herkeios (« Zeus du Parvis »). Une porte dans le mur ouest donnait un accès direct à l'intérieur du Pandroséion. Une autre porte était aussi connectée directement avec le Pandroséion et le porche nord. On peut donc estimer que le Pandroséion était une annexe de l’Érechthéion, plus vaste. Ceci est possiblement lié à la façon dont le mythe de Pandrosos est intimement lié à celui de la naissance d'Érichthonios.[Interprétation personnelle ?]

### Pandroséion
Selon Pausanias, 

« Deux jeunes filles que les Athéniens nomment les Arrhéphores, logent à peu de distance du temple de Minerve (Athéna), et même, durant un certain temps, elles y prennent leur nourriture. La fête étant arrivée, voici ce qu'elles font pendant la nuit. Elles prennent sur leur tête ce que la prêtresse de la déesse leur donne à porter, elles ignorent ce que c'est, et la prêtresse ne le sait pas elle-même. Il y a dans la ville, à peu de distance de la Vénus (Aphrodite) dans les jardins, une enceinte où se trouve un chemin souterrain ouvert par la nature, elles descendent par-là, laissent au fonds ce qu'on leur a donné, et elles reçoivent et rapportent quelque autre chose, également couverte. On les congédie ensuite, et on les remplace par deux autres jeunes filles qu'on amène dans la citadelle. »

 Ce rituel est fait chaque année ; ces vierges ne servent qu'une année à l'Acropole.

## Iconographie
Ce thème est traité par plusieurs maîtres de l'école d'Anvers, comme :
- Jacob Jordaens : Les Filles de Cécrops découvrant l'enfant Érichthonios, (1617), huile sur toile, 172 x 283 cm, Musée royal des beaux-arts,  Anvers.
- Jacob Jordaens : Les Filles de Cécrops découvrant l'enfant Érichthonios (1640), huile sur toile, 150 x 208 cm, Kunsthistorisches Museum de Vienne.
- Willem van Herp : La Découverte d'Érichthonios par les filles de Cécrops (vers 1650), huile sur toile, 59 x 48 cm, collection privée.
- Jasper van der Lanen : Les Filles de Cécrops délivrent Érichthonios (1620), huile sur cuivre, 55 x 73 cm, collection privée.
- Rubens : Érichthonios découvert par les filles de Cécrops (1616), huile sur toile, 217,9 x 317 cm, Liechtenstein Museum, Vienne.
- Rubens : La Découverte d'Érichthonios (1632-1633), huile sur toile, 109,3 x 103,4 cm, Allen Memorial Art Museum, Oberlin (Ohio).

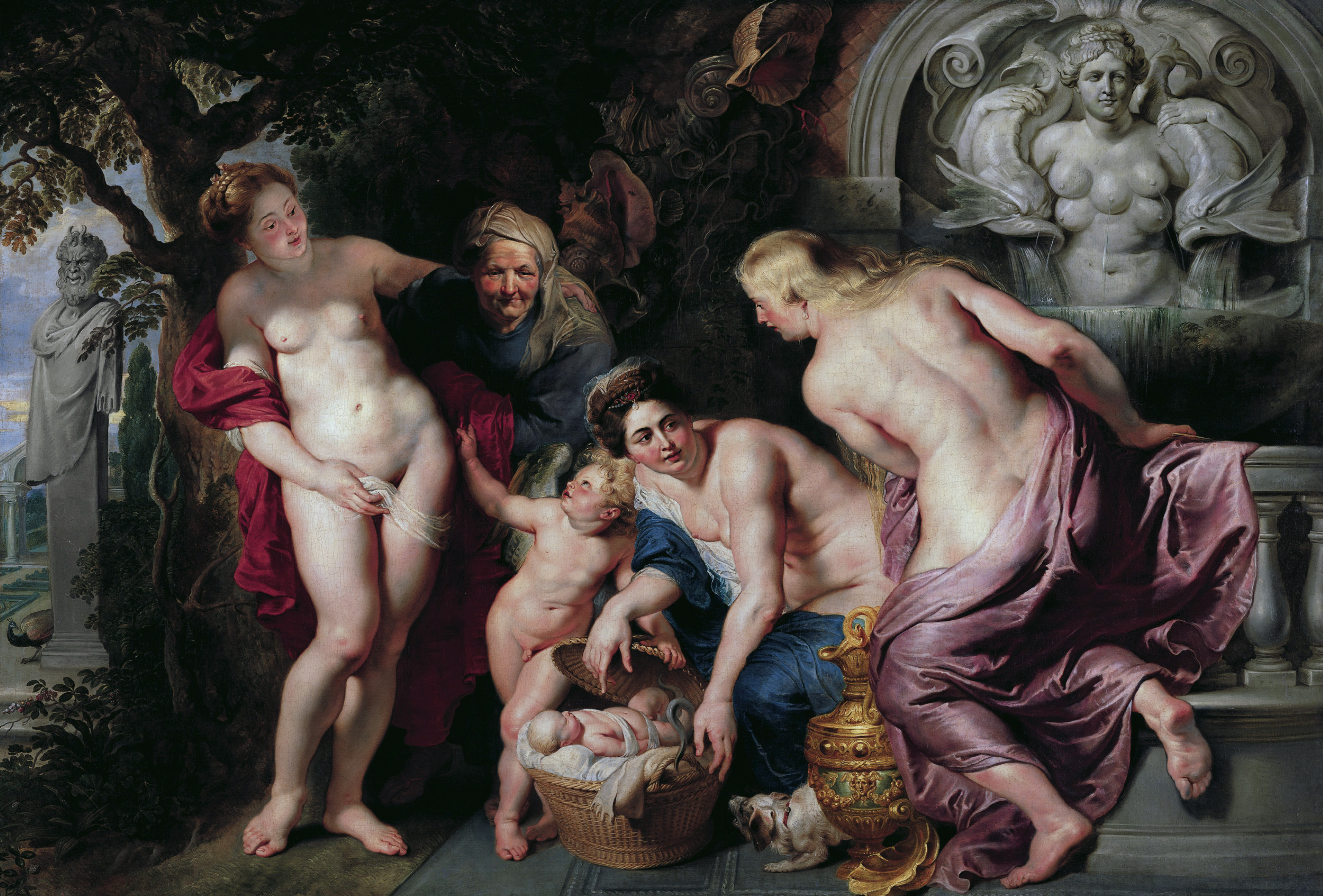
Rubens : Érichthonios découvert par les filles de Cécrops (1616), Vienne.
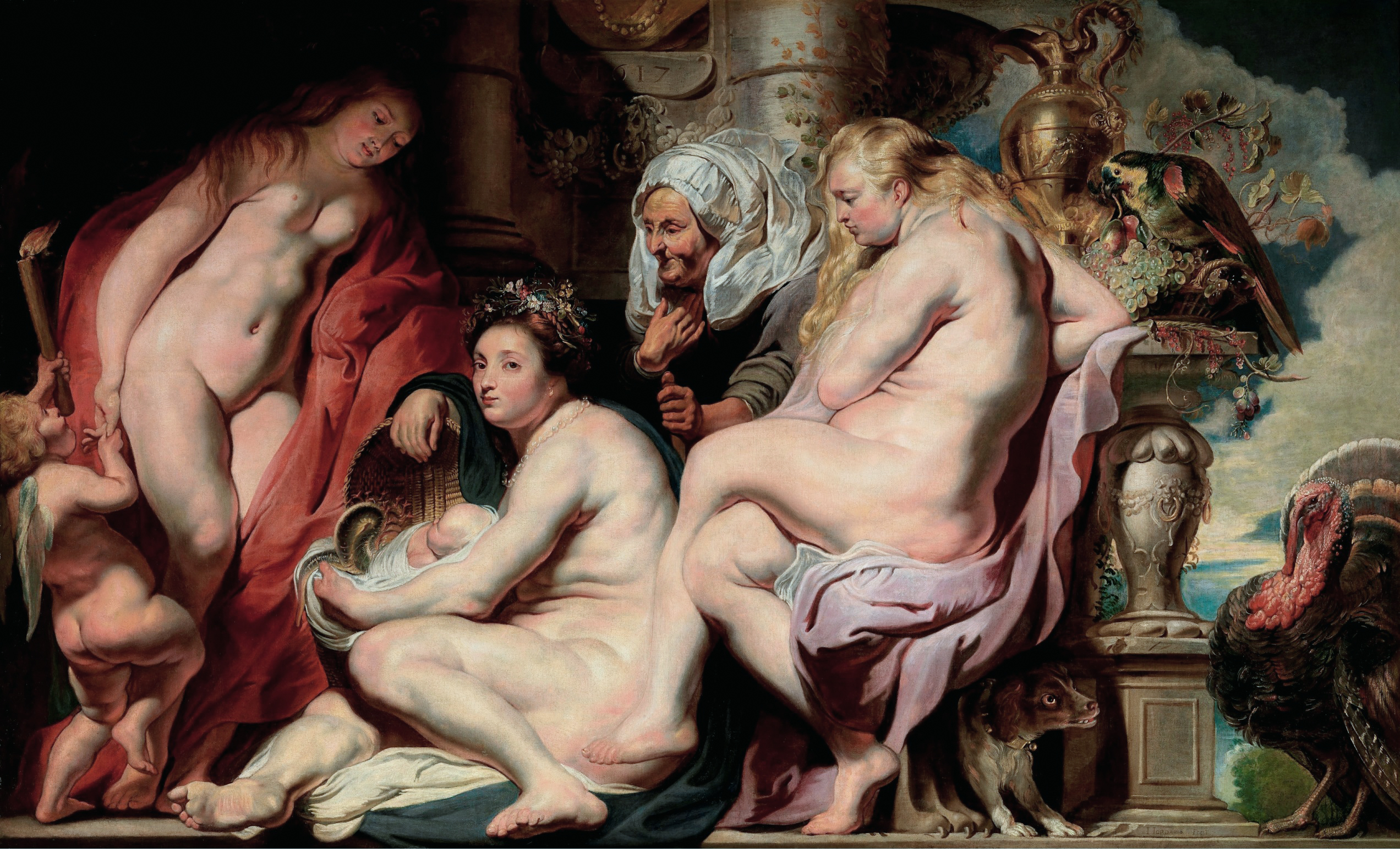
Jordaens : Les Filles de Cécrops découvrant l'enfant Érichthonios (1617), Anvers.
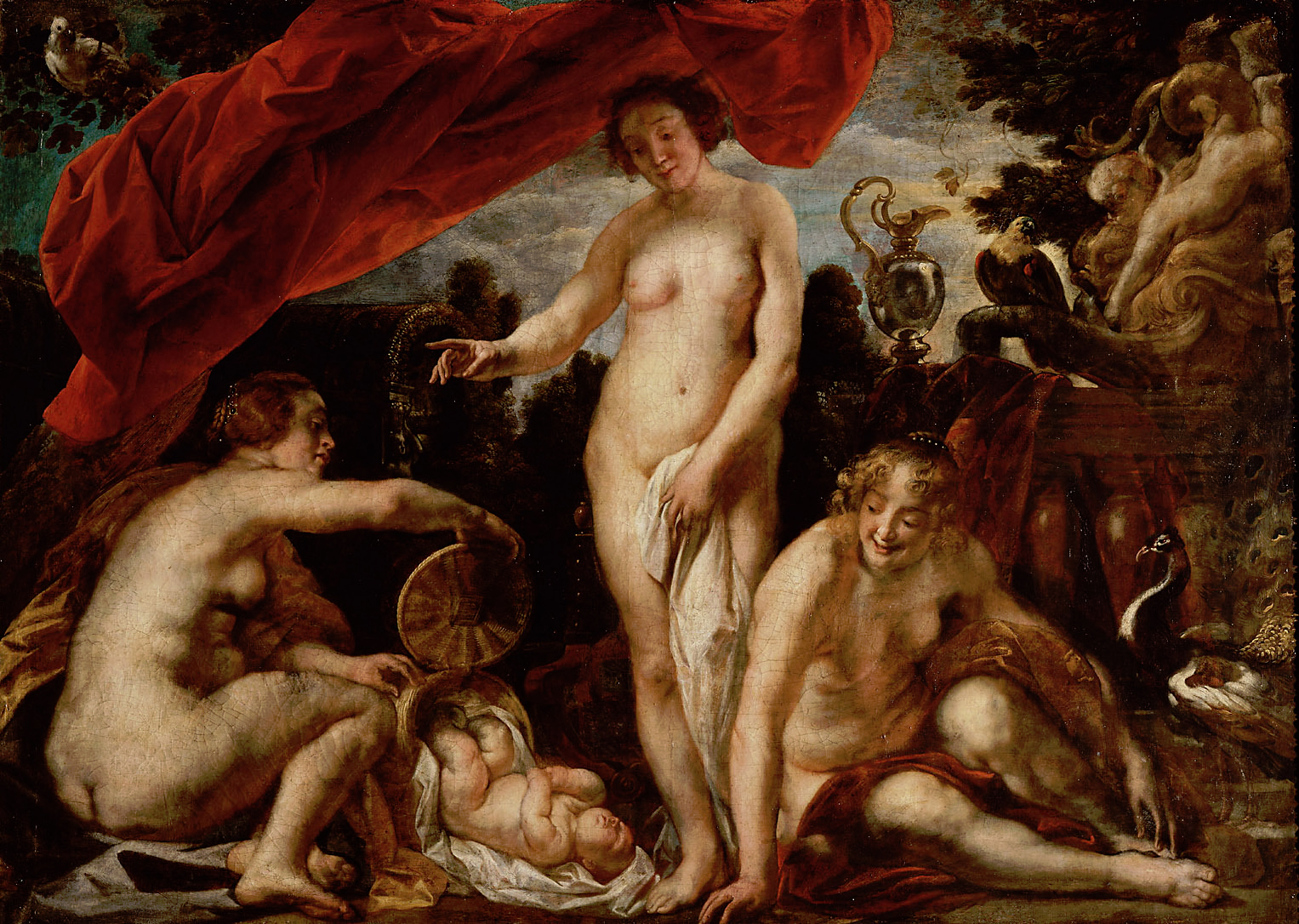
Jordaens : Les Filles de Cécrops découvrant Érichthonios (1640), Vienne.
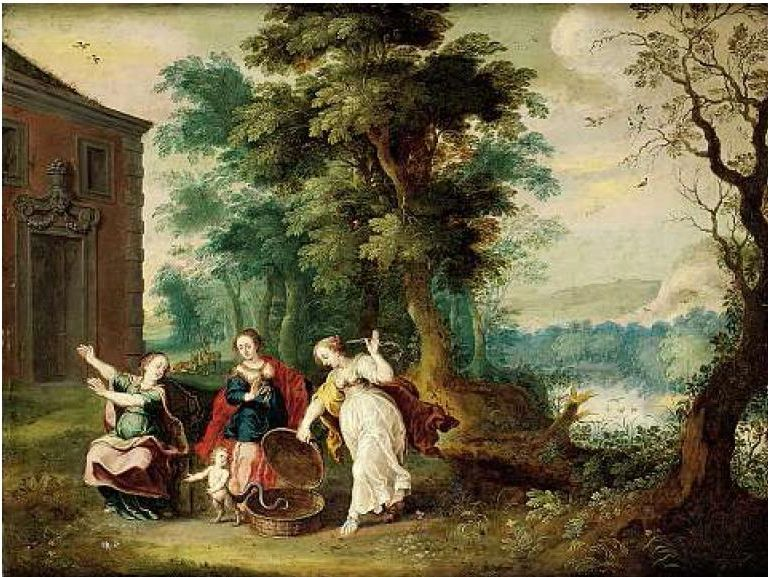
Jasper van der Lanen : Les Filles de Cécrops délivrent Érichthonios (1620), collection privée.

## Sources
- Homère, Iliade [détail des éditions] [lire en ligne] (Chant II, 548).
- Pseudo-Apollodore, Bibliothèque [détail des éditions] [lire en ligne] (III, 14, 6-7).
- Euripide, Ion [détail des éditions] [lire en ligne] (v. 21).
- Pausanias, Description de la Grèce [détail des éditions] [lire en ligne] (I, 2).